# Виктория, Томас Луис де
Тома́с Луис де Виктория (исп. Tomás Luis de Victoria, лат. Thomas Ludovicus Victoria Abulensis, 1548, Авила — 27 августа 1611, Мадрид) — испанский композитор и органист, крупнейший испанский музыкант эпохи Контрреформации. Один из ведущих представителей Римской школы, прозванный «испанским Палестриной».

## Биография
Точная дата рождения Виктории неизвестна. До 18 лет он пел в хоре кафедрального собора Авилы. В 1567 году был послан в римскую иезуитскую коллегию Collegium Germanicum изучать богословие. Работал капельмейстером и органистом в церкви Санта-Мария де Монсеррат. Есть предположения, что он занимался в Римской семинарии у Палестрины, в 1571 году занял вслед за Палестриной и, как говорят некоторые источники, по его рекомендации место руководителя семинарской капеллы. В 1572 году опубликовал в Венеции первую книгу своих мотетов. Принял сан в 1575 году, став священником церкви Санто Томас де лос Инглесес. В 1576 году опубликовал второй сборник своих музыкальных сочинений. В 1578 году вошёл в конгрегацию ораторианцев.

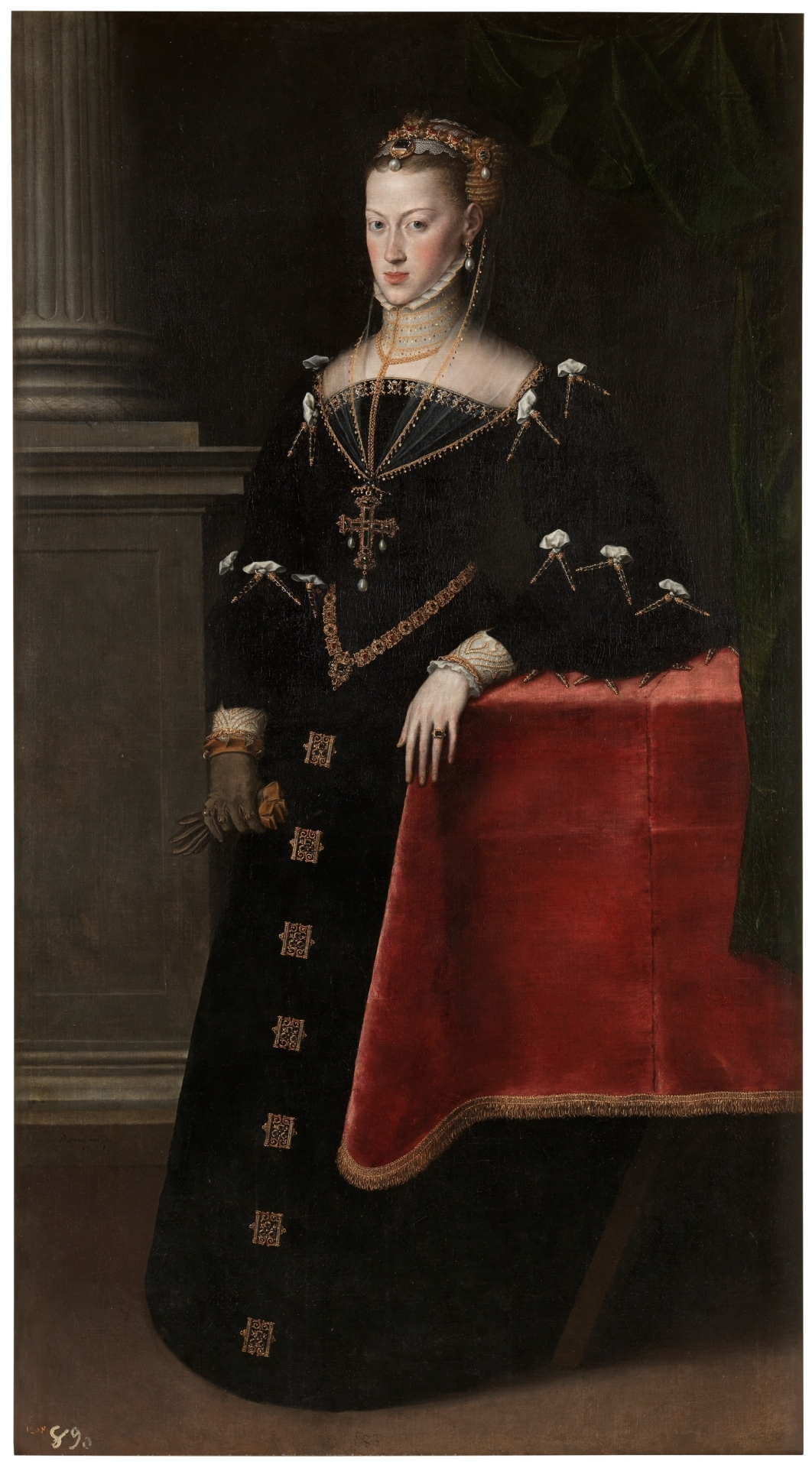
Мария Испанская, портрет работы Антониса Мора, 1551.

Вернулся в Испанию в 1586 году, был назначен личным капелланом императрицы Марии Испанской (вдовы императора Максимилиана II, сестры короля Филиппа II) и органистом обители босоногих в Мадриде, где Мария в затворничестве жила и которой покровительствовала. В 1592 году вернулся в Рим, присутствовал на погребении Палестрины, в 1595 году окончательно возвратился в Испанию. Несколько раз отказывался от предлагаемых ему почётных постов в кафедральных соборах страны (Севилья, Сарагоса). На смерть императрицы (1603) написал заупокойный оффиций (реквием). В последние годы жизни продолжал работать органистом.

## Творчество
Писал только церковную музыку. Композитору принадлежат 20 месс (из которых «O quam gloriosum» написана в технике пародии) и обработки молитвословных текстов оффиция самых разных жанров/форм (в том числе большой сборник распевов Страстного оффиция — Officium Hebdomadae Sanctae), многие из которых традиционно причисляют к жанру мотета. Виктория первым в Испании использовал аккомпанемент (орган, струнные или духовые) в церковной музыке, а также стал писать (на манер композиторов венецианской школы) многохорные сочинения.

## Признание

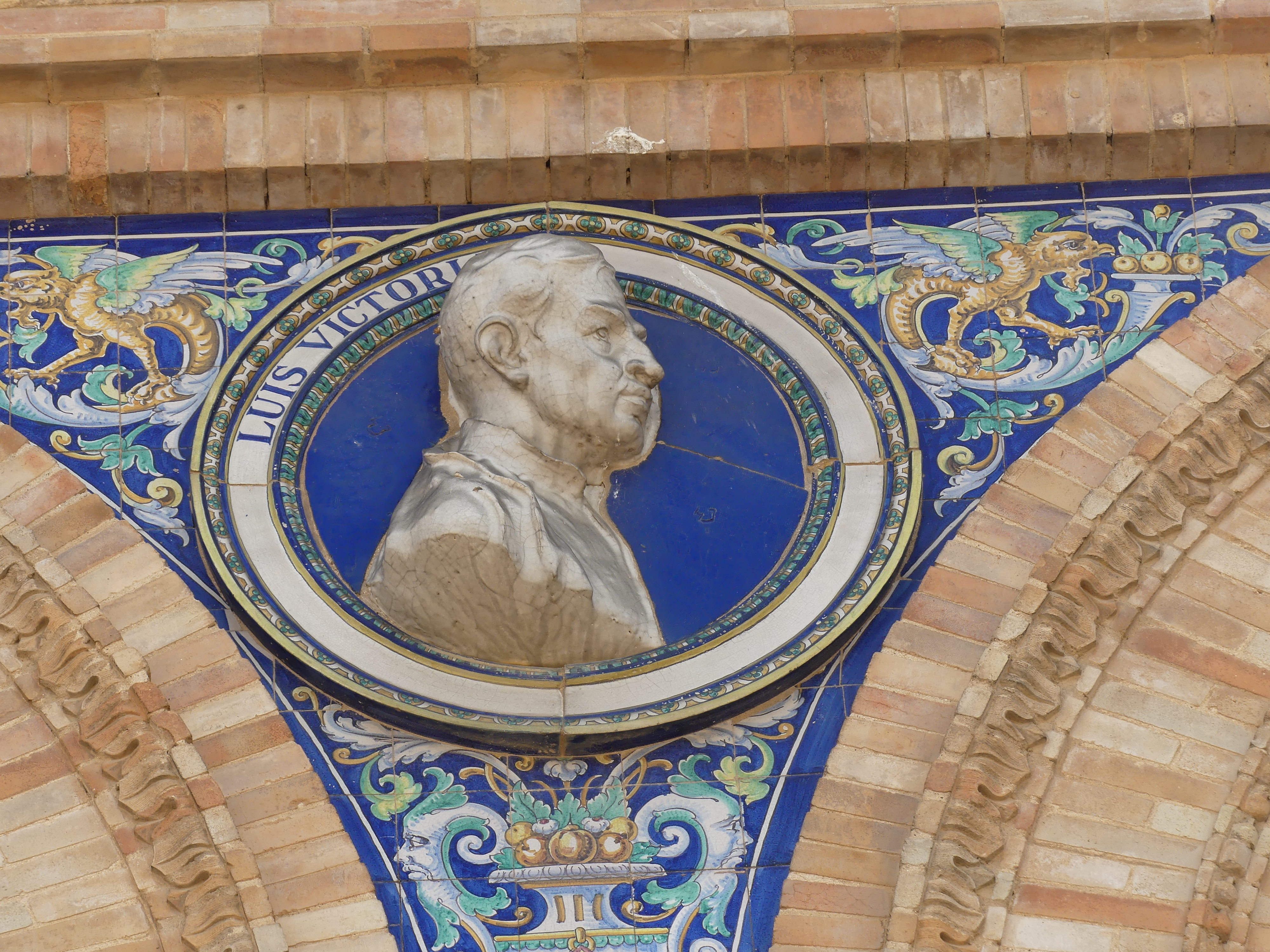
Барельеф композитора Виктории, выполненный из майолики, на фасаде здания в Севилье.

Уже при жизни был известен не только в Италии и Испании, но и в Латинской Америке, его сочинения хорошо, по тем временам, расходились: так сборник, вышедший в 1600 году, сверх обычного тиража в 200 экземпляров, был напечатан в количестве ещё ста. В XX веке исследователем и активным пропагандистом творчества Виктории был Фелипе Педрель, наследие Виктории высоко ценили Мануэль де Фалья, Игорь Стравинский. Сегодня его сочинения широко исполняются и записываются лучшими исполнителями и самыми престижными фирмами мира. Именем композитора названа музыкальная консерватория в его родном городе.
В 1996 году учреждена ибероамериканская музыкальная премия имени Томаса Луиса де Виктория (исп.; нем.).
Четырёхсотлетие кончины композитора (2011) широко отмечалось музыкальными коллективами мира.

## Сочинения
- Opera omnia. 8 vls., ed. por Felipe Pedrell. Leipzig: Breitkopf & Härtel, 1902-1913.
- Opera omnia. Partitur, nueva ed. corr. y aumentada por Higinio Anglès // Monumenta de la música española 25 (1965), 26 (1965), 30 (1967), 31 (1968). Roma: Consejo Superior de Investigaciones cientificas, 1965–1968 (вышло только 4 тома)
- Opera omnia. Nuova ed. pratica in chiavi moderne. 16 vls, ed. Maurizio Machella, Moreno Menegazzo. Padova: Euganea Editoriale Comunicazioni, 1995- (издание продолжается)